# Suzuki Yuto
Suzuki Yuto (鈴木 雄斗, sinh ngày 7 tháng 12 năm 1993) là một cầu thủ bóng đá người Nhật Bản thi đấu cho Kawasaki Frontale.

## Thống kê câu lạc bộ
Cập nhật đến ngày 23 tháng 2 năm 2018.
| Thành tích câu lạc bộ | Thành tích câu lạc bộ | Thành tích câu lạc bộ | Giải vô địch | Giải vô địch | Cúp                   | Cúp                   | Tổng cộng | Tổng cộng |
| Mùa giải              | Câu lạc bộ            | Giải vô địch          | Số trận      | Bàn thắng    | Số trận               | Bàn thắng             | Số trận   | Bàn thắng |
| Nhật Bản              | Nhật Bản              | Nhật Bản              | Giải vô địch | Giải vô địch | Cúp Hoàng đế Nhật Bản | Cúp Hoàng đế Nhật Bản | Tổng cộng | Tổng cộng |
| --------------------- | --------------------- | --------------------- | ------------ | ------------ | --------------------- | --------------------- | --------- | --------- |
| 2012                  | Mito HollyHock        | J2 League             | 19           | 1            | 1                     | 0                     | 20        | 1         |
| 2013                  | Mito HollyHock        | J2 League             | 21           | 3            | 1                     | 0                     | 22        | 3         |
| 2014                  | Mito HollyHock        | J2 League             | 20           | 1            | 2                     | 0                     | 22        | 1         |
| 2015                  | Mito HollyHock        | J2 League             | 27           | 6            | 4                     | 3                     | 31        | 9         |
| 2016                  | Montedio Yamagata     | J2 League             | 21           | 2            | 2                     | 1                     | 23        | 3         |
| 2017                  | Montedio Yamagata     | J2 League             | 31           | 5            | 1                     | 0                     | 32        | 5         |
| Tổng                  | Tổng                  | Tổng                  | 139          | 18           | 11                    | 4                     | 150       | 22        |